# Mörlialp

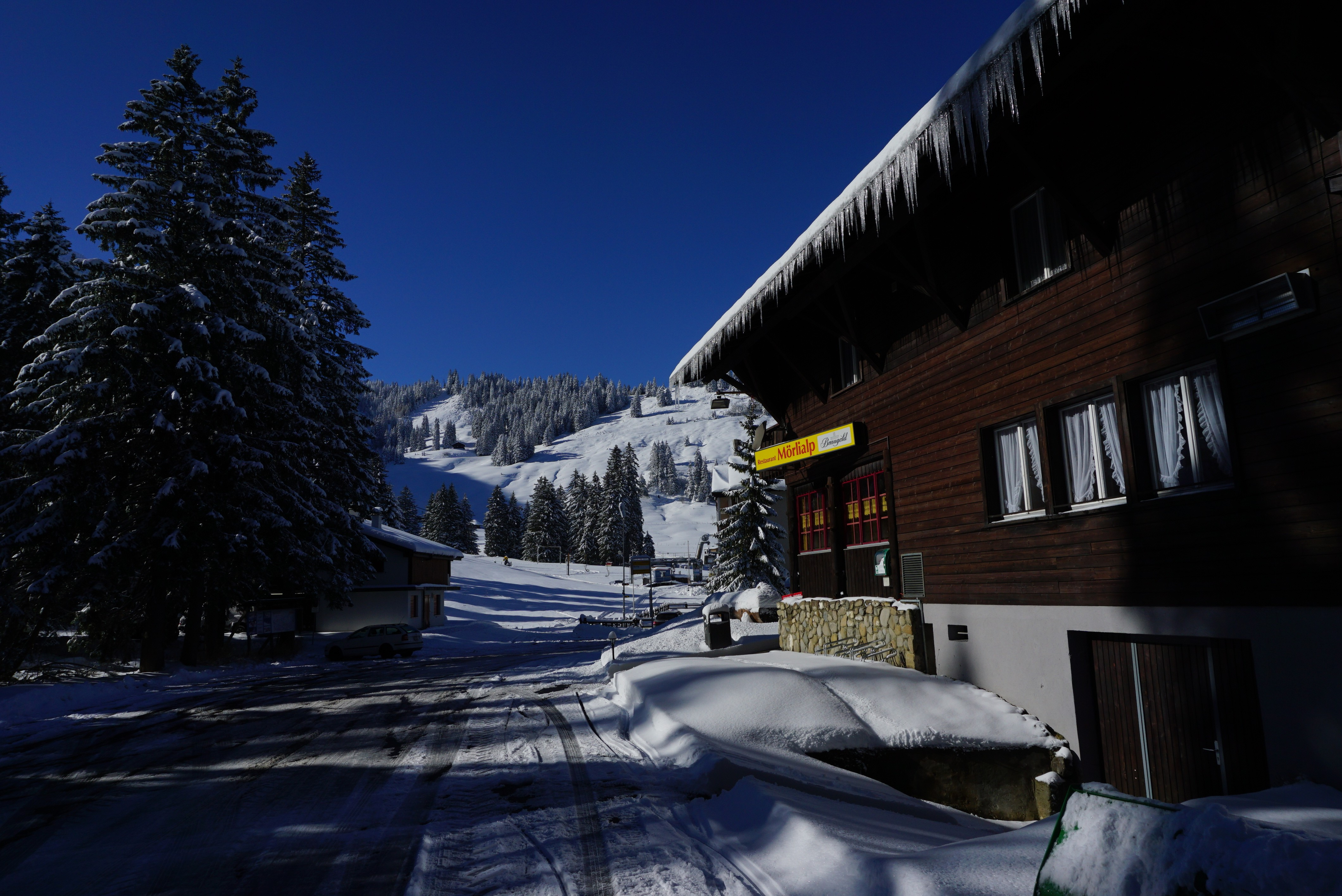
Restaurant Mörlialp

Die Mörlialp im Gemeindegebiet von Giswil im Kanton Obwalden ist ein Skigebiet sowie Sommer- und Winterferienort.

## Situation
Die Mörlialp liegt zu Füssen des Giswilerstocks auf 1353 m ü. M., die Skilifte führen bis auf 1840 m ü. M. Auf der Alp liegt der kleine unter Naturschutz stehende Merlisee (auch Mörlisee).
Das Skigebiet bietet einen Sessellift, vier Skilifte, 14 km präparierte Pisten, einen Schlittelweg, Winterwanderwege und ein Kinderland. Das Gebiet gilt als familienfreundlich, auch weil es direkt mit dem Auto angefahren werden kann und nicht zuerst eine Gondelbahn benutzt werden muss. Zur Übernachtung stehen Hotels und Ferienwohnungen sowie zwei Skilager (Jugendhaus und Skihaus) zur Verfügung.
Im Sommer ist die Mörlialp unter anderem Ausgangspunkt für die Rundwanderung Bärgmandlipfad. Auf uralten Pfaden führt der 14 km lange Wanderweg um den Giswilerstock.

## Verkehrsanbindung
Die Mörlialp liegt an der Panoramastrasse, die im Giswiler Ortsteil Rudenz beginnt und mit bis zu 12 % Steigung über den 1611 m hohen Glaubenbielenpass via Sörenberg ins Entlebuch nach Schüpfheim führt. Im Winter ist die Panoramastrasse ab der Mörlialp gesperrt. Vom Bahnhof Giswil der Zentralbahn fährt ein Postauto via Kleinteil über die Panoramastrasse bis nach Schüpfheim, im Winter ist die Mörlialp Endstation.

## Trivia
Im Skigebiet Mörlialp und beim zugefrorenen Merlisee entstanden die Aufnahmen zur Beresina-Schlacht für den Film Fremds Land von Luke Gasser.
Die Mörlialp hat in der britischen Rechtsprechung unter dem Namen Jarvis v Swans Tours Ltd  eine besondere Bedeutung erlangt. Der englische Tourist James Walter John Jarvis war von seinen Skiferien 1969 auf der Mörlialp enttäuscht, da die vom Reiseveranstalter Swans Tours Ltd gemachten Angaben vor Ort nicht erfüllt wurden. Er klagte deshalb, bekam Recht und eine Entschädigung zugesprochen, die über die Reisekosten hinaus ging. Das Urteil gilt als Präzedenzfall in der britischen Justiz, da hier erstmals über den reinen Schadensersatz dem Kläger eine Genugtuung zugesprochen wurde.
Die Bezeichnung Mörlialp geht wahrscheinlich auf mittelhochdeutsch môr (für Moor) zurück. Flur- und Ortsnamen, die mit Möri-, Mor- und ähnlich beginnen, waren demnach ursprünglich ein durch Kahlschlag gewonnenes, mooriges Stück Land.